# 中支那振興
中支那振興（なかしなしんこう）は、1938年に設立され、1945年まで中国華中において占領地開発を行った日本の国策会社である。北支那開発と同時に設立され、1938年11月7日に発足した。監督機関は興亜院経済部であった。本社は上海にあり、東京に支社も置いた。
中支那振興株式会社は現在の持株会社と近い性格を持ち、下記の傘下会社に実業経営を委ねていた：
1. 華中鉱業株式会社
2. 華中水電株式会社
3. 上海内河汽船株式会社
4. 華中電気電信株式会社
5. 上海恒産株式会社
6. 華中都市自動車株式会社
7. 華中水産株式会社
8. 大上海瓦斯株式会社
9. 華中蚕糸株式会社
10. 華中鉄道株式会社
11. 淮南炭礦株式会社
12. 華中塩業株式会社
13. 中華輪船株式会社
14. 振興住宅組合